# Henry Paget, 2. Marquess of Anglesey

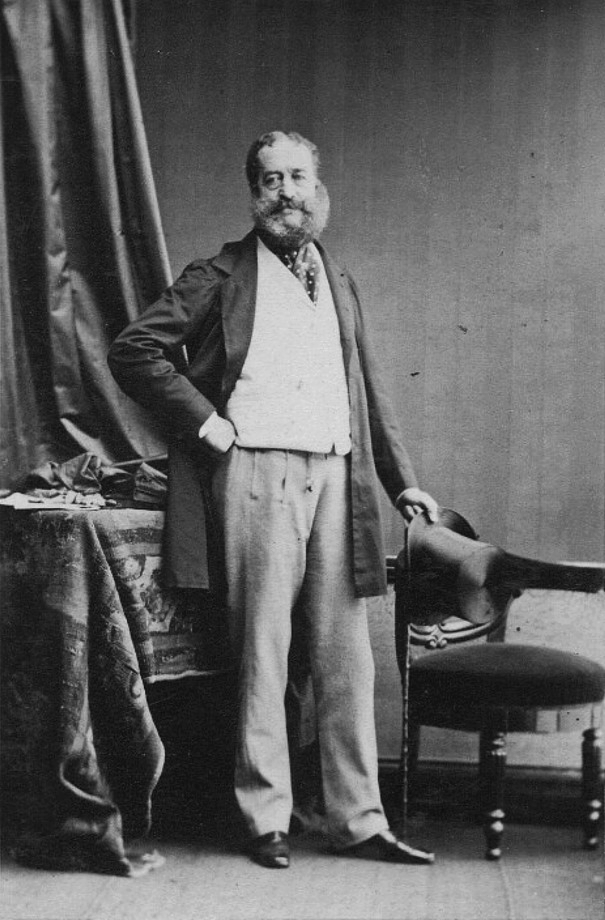
Henry Paget, 2. Marquess of Anglesey um 1861

Henry Paget, 2. Marquess of Anglesey PC (* 6. Juli 1797; † 7. Februar 1869 in Beaudesert Hall, Staffordshire) war ein britischer Adliger und Politiker der liberalen Whigs. Seine Höflichkeitstitel waren von 1812 bis 1815 Lord Paget und von 1815 bis 1854 Earl of Uxbridge.

## Leben

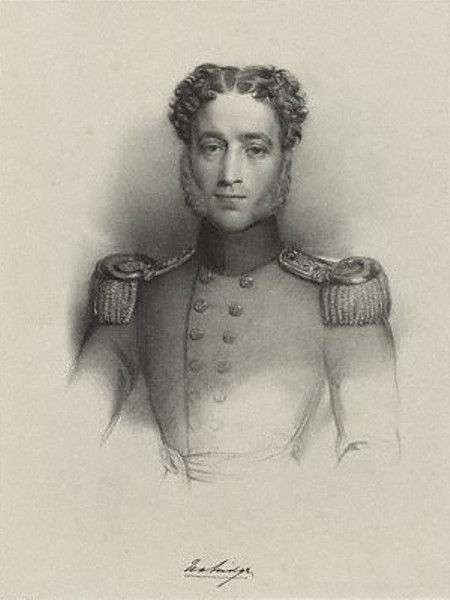
Henry Paget, Earl of Uxbridge, 1820

Henry Paget war der älteste Sohn des Feldmarschalls Henry Paget, 2. Earl of Uxbridge (1768–1854), der später für seinen Einsatz bei der Schlacht bei Waterloo zum Marquess of Anglesey erhoben wurde. Seine Mutter war dessen erste Gattin Caroline Elizabeth Villiers (1774–1835), eine Tochter von George Villiers, 4. Earl of Jersey.
Im Juli 1814 trat er als Cornet des 2nd Regiment of Dragoons in die British Army ein. Noch im selben Monat wechselte er als Lieutenant zum 7th (The Queen’s Own) Regiment of (Light) Dragoons (Hussars) und wurde im Februar 1817 zum Captain befördert. 1820 wechselte er als Captain zum 1st Regiment of Life Guards und wurde im Juni 1823 zum Major und im August 1823 in den Brevet-Rang eines Lieutenant-Colonel befördert. Ab 1827 war er unter Halbsold vom aktiven Dienst freigestellt und wurde schließlich 1838 in den Brevet-Rang eines Colonel befördert. Im September 1843 kehrte er in den aktiven Dienst zurück und erhielt den Posten des Lieutenant-Colonel des 42nd (Royal Highland) Regiment of Foot und 1853 den des Lieutenant-Colonel und Kommandeurs des anlässlich des Krimkriegs neuaufgestellten Milizregiments King’s Own (2nd Staffordshire) Light Infantry Militia den er 1855 niederlegte.
Er wurde 1820 als Knight of the Shire für Anglesey in das britische House of Commons gewählt. Er wurde dreimal wiedergewählt und hatte diesen Parlamentssitz bis 1832 inne. Zwischen 1828 und 1829 war er State Steward des Lord Lieutenant of Ireland.
1833 wurde ihm aufgrund eines königlichen Beschlusses (Writ of Acceleration) vorzeitig der nachgeordnete Titel seines Vaters als 10. Baron Paget übertragen, wodurch er bereits zu dessen Lebzeiten Mitglied des House of Lords wurde. Von 1837 bis 1839 war er der Lord-in-Waiting unter dem Premierminister William Lamb, 2. Viscount Melbourne und diente als Einpeitscher für die damalige Regierungspartei der Whigs. 1839 wurde er Mitglied im Privy Council und war von 1839 bis 1841 als Lord Chamberlain of the Household in leitender Funktion am britischen Königshof tätig.
Als 1854 sein Vater starb, erbte Henry Paget den Titel des Marquess of Anglesey und alle anderen nachgeordneten Titel. Zugleich übernahm er auch das Amt des Lord Lieutenant von Anglesey. Als leidenschaftlicher Sportler verbrachte Henry Paget seine Zeit mit Schießsport, Hetzjagd, Pferderennen und Cricket. 1855 half er bei der Gründung des Worthing Cricket Club in Sussex.
1869 starb Henry Paget im Alter von 71 Jahren auf seinem Familiensitz Beaudesert Hall. Ihm folgte sein ältester Sohn aus erster Ehe Henry Paget als 3. Marquess of Anglesey.

## Ehen und Nachkommen
Henry Paget heiratete 1819 Eleanora Campbell (1799–1828), eine Enkelin von John Campbell, 5. Duke of Argyll. Sie hatten drei Kinder:
- Lady Eleanora Caroline Paget (1820–1848) ⚭ 1847 Sir Sandford Graham, 3. Baronet;
- Henry Paget, 3. Marquess of Anglesey (1821–1880);
- Lady Constance Henrietta Paget (1823–1878) ⚭ 1846 George Finch-Hatton, 11. Earl of Winchilsea.

Nach dem Tod seiner ersten Frau 1828 heiratete er 1833 Henrietta Bagot (1815–1844), Tochter des Sir Charles Bagot, Generalgouverneur von Kanada. Sie hatten vier Kinder:
- Henry Paget, 4. Marquess of Anglesey (1835–1898);
- Lord Alexander Victor Paget (1839–1896) ⚭ 1880 Hon. Hester Alice Stapleton-Cotton, Tochter des Wellington Stapleton-Cotton, 2. Viscount Combermere;
- Lady Florence Cecilia Paget (1842–1907), ⚭ (1) 1864 Henry Rawdon-Hastings, 4. Marquess of Hastings, ⚭ (2) 1870 Sir George Chetwynd, 4. Baronet;
- Lord Berkeley Charles Sydney Paget (1844–1913) ⚭ 1877 Florence Chetwynd.

1844 starb auch seine zweite Frau bereits vor dem 30. Lebensjahr. 1860 heiratete Henry Paget mit über 60 Jahren ein drittes Mal. Seine Frau wurde die 21-jährige Ellen Burnand (1839–1874), Exgattin des James Morton Bell. Aus dieser Ehe gingen keine Kinder hervor.